# Stade français (hockey sur glace)
Pour les articles homonymes, voir Stade français (homonymie).
Le Stade français est un club omnisports français ayant accueilli une section hockey sur glace durant les années 1930 et ayant également pris le nom de Rapid (ou Rapides) de Paris.

## Historique
Le club omnisports du Stade français est fondé en 1883. La section hockey sur glace est créée 1931 à l'initiative de Jeff Dickson, promoteur sportif américain, qui déclenche les « années folles du Vel'd'Hiv », période particulière du hockey sur glace en France, où ce sport devient extrêmement populaire à Paris. Dickson profite de la rivalité du Stade français et du Racing Club de France pour leur faire monter chacun une équipe de hockey, dont il se charge de leur fournir des joueurs, en recrutant joueurs locaux et joueurs canadiens.
Dès leur création, les deux équipes sont donc compétitives et se retrouvent en finale du Championnat de France 1er série. Le Stade français gagne alors son premier titre de Champion de France  de hockey sur glace.
Il remporte un second titre l'année suivante.

Finaliste de la Coupe Spengler 1933

Le club est invité à participer à la 11e édition de la Coupe Spengler. Les Rapides terminent deuxième, ce qui restera le meilleur résultats pour un club français jusqu'à la victoire de l'AC Boulogne-Billancourt en 1959. En 1935 le club est de nouveau invité mais termine dernier.
En 1933-1934, les deux clubs omnisports parisiens, très attachés à l'amateurisme stoppe un moment l'aventure du Vel'd'Hiv. L'équipe du Stade prend alors le nom de Rapides de Paris et remporte un 3e titre
L'équipe reprend son nom en 1935 et remporte un 4e titre.
Première défaite la saison suivante, où l'équipe échoue en finale face aux Français Volants.
En 1937, c'est le retour de la dénomination de Rapid, mais qui échoue à la seconde place du championnat de Paris, face, une nouvelle fois, aux Français Volants.
Au cours de cette même année 1937, les Rapides et  les Volants, qui sont engagés dans une ligue franco-britannique en raison de l'arrêt du championnat d'outre-manche, voient une partie de leur équipe s'y installer définitivement, en particulier les joueurs canadiens. Les raisons du départ sont principalement financières : celles de Jeff Dickson sont sur le déclin à force d'abus, le prix des allers-retours entre Paris et Londres augmentent et l'Angleterre dispose d'une situation plus propice au hockey professionnel. C'est alors la fin de l'équipe des Rapides, qui ne reviendra plus en championnat de France. L'équipe Stade français/Rapides de Paris est définitivement dissoute en 1940.

## Palmarès
- Championnat de France 1re Série (4) :
  - 1932
  - 1933
  - 1934[N 1]
  - 1935

- Championnat de France 2e série (2) :
  - 1935 (réserve)
  - 1936 (réserve)

## Résultats en Championnat de France
Note: PJ : parties jouées, V : victoires, D : défaites, N : matchs nuls, BP : buts pour, BC : buts contre, Diff : Différence de buts
| Saison    | Division  | PJ | V | N | D | BP | BC | Diff | Phase Finale                               | Adversaire(s)                                          | Classement final        |
| --------- | --------- | -- | - | - | - | -- | -- | ---- | ------------------------------------------ | ------------------------------------------------------ | ----------------------- |
| 1931-1932 | 1er série | 2  | 2 | 0 | 0 | 17 | 3  | +14  | Demi-finale en 1 match Finale en 1 match   | Club des Sports d'Hiver de Paris Racing Club de France | Champion de France      |
| 1932-1933 | 1er série | 2  | 2 | 0 | 0 | 4  | 2  | +2   | Demi-finale en 1 match Finale en 1 match   | Central Hockey Club Racing Club de France              | Champion de France      |
| 1933-1934 | 1er série | 2  | 2 | 0 | 0 | 9  | 0  | +9   | Demi-finale en 1 match Finale en 1 match   | Français Volants de Paris Chamonix Hockey Club         | Champion de France      |
| 1934-1935 | 1er série | 2  | 2 | 0 | 0 | 13 | 5  | +8   | Demi-finale en 1 match Finale en 1 match   | Chamonix Hockey Club Français Volants de Paris         | Champion de France      |
| 1935-1936 | 1er série | 3  |   |   |   |    |    |      | Demi-finale en 1 match Finale aller-retour | Chamonix Hockey Club Français Volants de Paris         | Vice-Champion de France |
| 1936-1937 | 1er série | 3  | 2 | 0 | 1 | 9  | 5  | +4   |                                            |                                                        | 3e                      |